# 集団決定
集団決定（しゅうだんけってい）とは、集団行動する際の意思決定を指す。または集団として、ある人やあることを受け入れるか否かを決定することも指す。個人決定の対義語である。

## 使用例と注意点
アウトドア生活を楽しむために、集団で山岳地帯に足を踏み入れた。しかし、道に迷い、麓の村に辿り着くまで一人の死者も出さないようにしながら、集団行動でサバイバル生活をするとする。その際、野営する場所をどうするか、食糧をどう配給し、どう保存するか、川をどのように渡るかを集団決定しなければならない。
しかし、ここで注意しなければならない点は、多数決を用いてはならない点である。多数決の場合、少数意見を有する者が、議論の過程で、自分の意見を放棄することになる。少数意見を有する者が納得しないまま、多数意見を通して不結果を招いた場合、仲間割れが発生する可能性が高い。同調圧力を用いるのも、また同様である。
集団決定を行う場合、少数意見を有する者には意見を留保させ、意見を多数派に同調させる場合には態度変容を要求する理由を表明させなければならない。
「集団決定はしていない。個人決定をした結果、全員が同じ選択をした」という言説には要注意である。あり得ないことだし、更なる同調圧力の温床になるからである。